# Эволюционная лингвистика
Эволюцио́нная лингви́стика — научное изучение возникновения и развития языка на основе принципа эволюционности. Основной проблемой данной дисциплины является недостаток эмпирических данных: многие языки, исчезая, не оставляют следов. Это стало причиной того, что примерно до начала 1980-х гг. эволюционная лингвистика не воспринималась как дисциплина всерьёз. В конце 1980-х гг. лингвисты проявляют к эволюционной лингвистике всё больший интерес в связи с успехами таких смежных дисциплин, как психолингвистика, нейролингвистика, эволюционная антропология и когнитивная наука.
В российской лингвистической литературе термин «эволюционная лингвистика» используется редко, вместо него чаще используют термин глоттогония.

## История
Людей издавна интересовал вопрос о том, как на Земле возникло множество языков. Одни ученые полагают, что все они имеют общие корни, появившись в результате цепи дивергенций прамирового языка (концепция моногенеза). Другие полагают, что изначально было несколько независимых очагов возникновения языков (концепция полигенеза).
Лингвисты установили родство языков в тех случаях, когда языковое единство распалось не более 5 — 10 тыс. лет назад и объединили их в языковые семьи. Некоторые исследователи пытались установить и более отдаленное генетическое родство языков.
В конце XVIII века теорию происхождения и эволюции языка развивал Джеймс Бёрнетт, его идеи были упомянуты Чарлзом Дарвином в «Происхождении человека»
Август Шлейхер (1821—1868) с его теорией «древа языков» (Stammbaumtheorie) нередко рассматривается как основоположник эволюционной лингвистики. «Древо языков» было смоделировано по аналогии с эволюционным древом видов в биологии. В статье, опубликованной в 1853 г., Шлейхер ввёл понятие языковых семей как эволюционных единиц.
Джозеф Джастроу опубликовал теорию возникновения языка из жестов в 7-м томе Science.
Теория «древа языков» оказалась довольно продуктивной для сравнительной лингвистики, но не решила основной проблемы эволюционной лингвистики: нехватку материальных свидетельств. Вопрос о происхождении языка был признан нерешаемым. Известно, что Парижское лингвистическое общество в 1866 отказалось в дальнейшем принимать работы на данную тему.
Некоторые лингвисты — в их числе Джон Макуортер — занимались анализом возникновения и развития базовых методов коммуникации, в частности, пиджинизации и креолизации.
Международные конференции по эволюции языка EVOLANG (англ. Evolution of Language conferences) проводятся каждые два года, начиная с 1996 г.